# Pristimantis mariaelenae
Pristimantis mariaelenae là một loài động vật lưỡng cư trong họ Strabomantidae, thuộc bộ Anura. Loài này được Venegas & Duellman mô tả khoa học đầu tiên năm 2012.